# Anahuacallimuseet

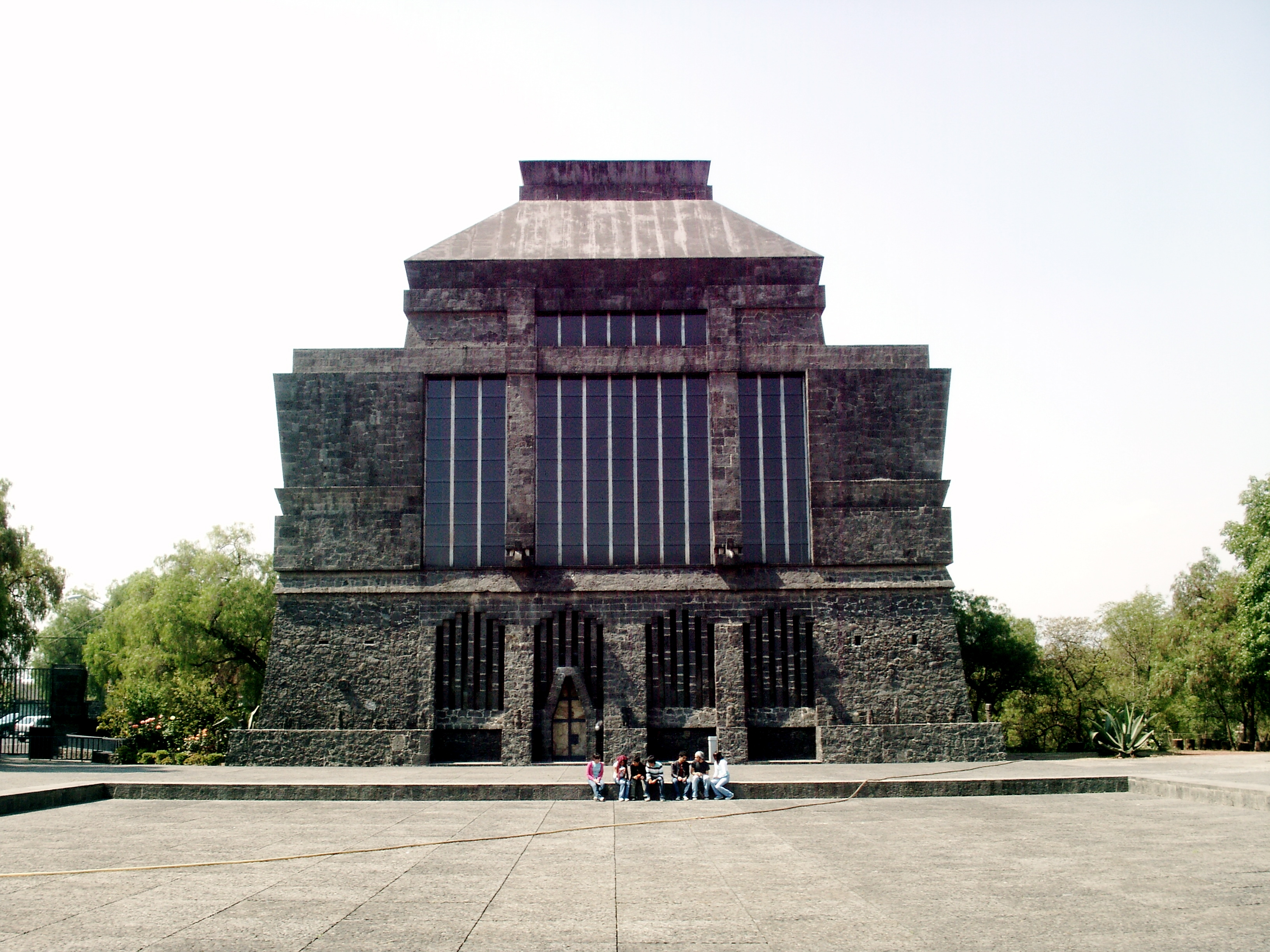
Anahuacallimuseet.

Anahuacallimuseet, tidigare Museo Diego Rivera Anahuacalli, är ett museum för förcolumbiansk konst i stadsdelen Coyoacán i Mexico City. Anahuacalli betyder "hus för anahuac" på nahuatl.
Museet skapades av konstnären Diego Rivera som hade samlat samlat fler än 59 000 förcolumbianska figuriner från Mexiko. Han ville bygga ett hus för sin samling som samtidigt skulle vara ett konstverk.
Museet började byggas år 1951 på ett område i närheten av vulkanen Xitle som han och hustrun Frida Kahlo tidigare hade köpt för att anlägga en gård. Xitle hade sitt enda kända utbrott omkring år 300 och det skapade ett lavalandskap som nu är täckt av ökenväxter.
Huset är byggt av lavasten och har form som en mesoamerikansk pyramid. I de fyra hörnen avbildas de fyra elementen. Jorden representeras av majsgudinnan Chicomecóatl, luften av vindarnas gud Ehecatl, elden av eldguden Huehueteotl och vatten av regnguden Tlaloc. Efter Riveras död 1957 fortsatte arkitekterna Juan O'Gorman och Heriberto Pagelson samt dottern Ruth Rivera arbetet med museet. Det invigdes år 1964 och rymmer nästan 2 000 figuriner tillverkade av olmeker, tolteker, nahua och zapoteker, folk från Teotihuacán och nordöstra Mexiko. På första våningen finns 16 skisser till en av Riveras muralmålningar och från museets terrass har man utsikt över lavafältet och den natur som inspirerade honom.

## Galleri

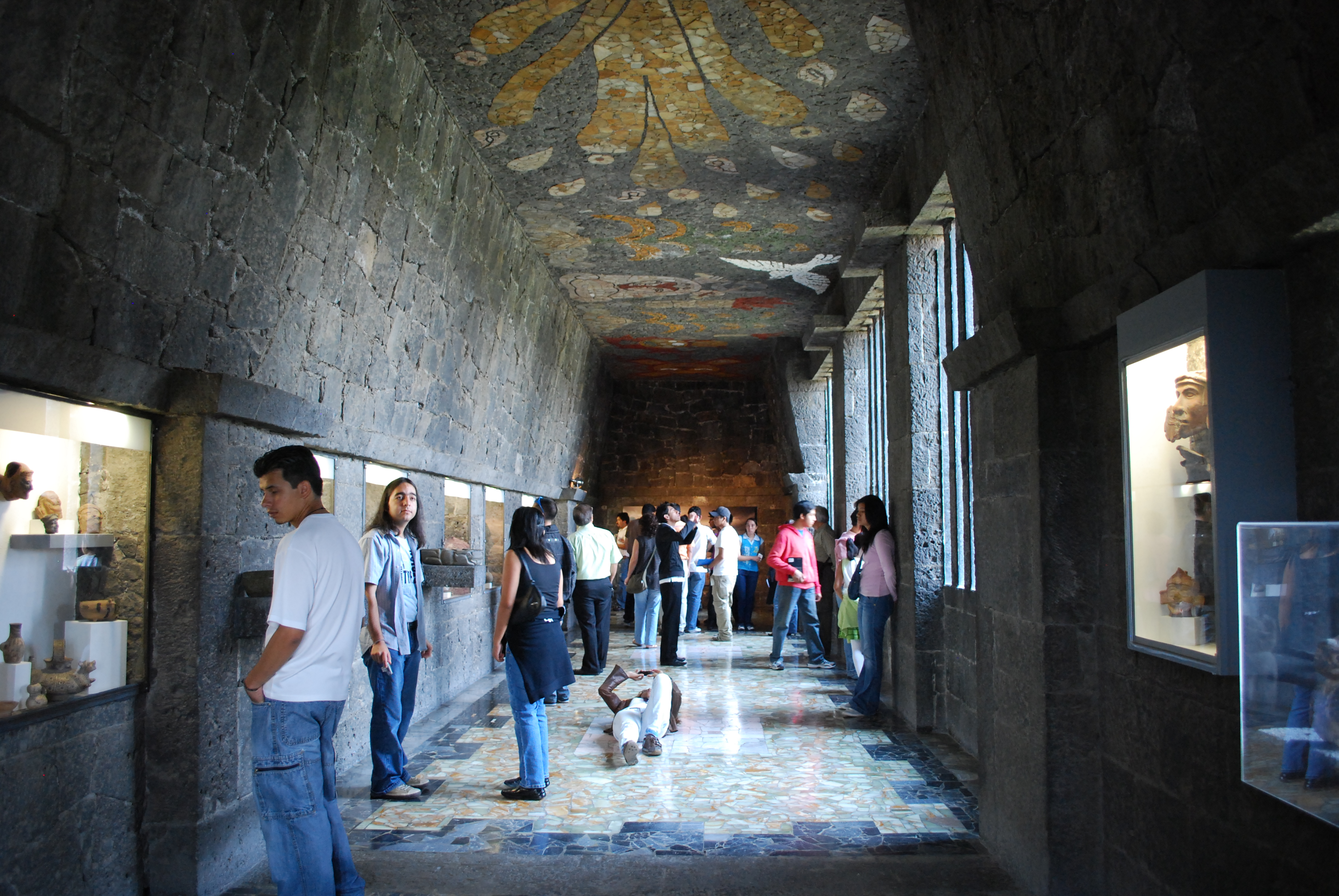
Interiör.
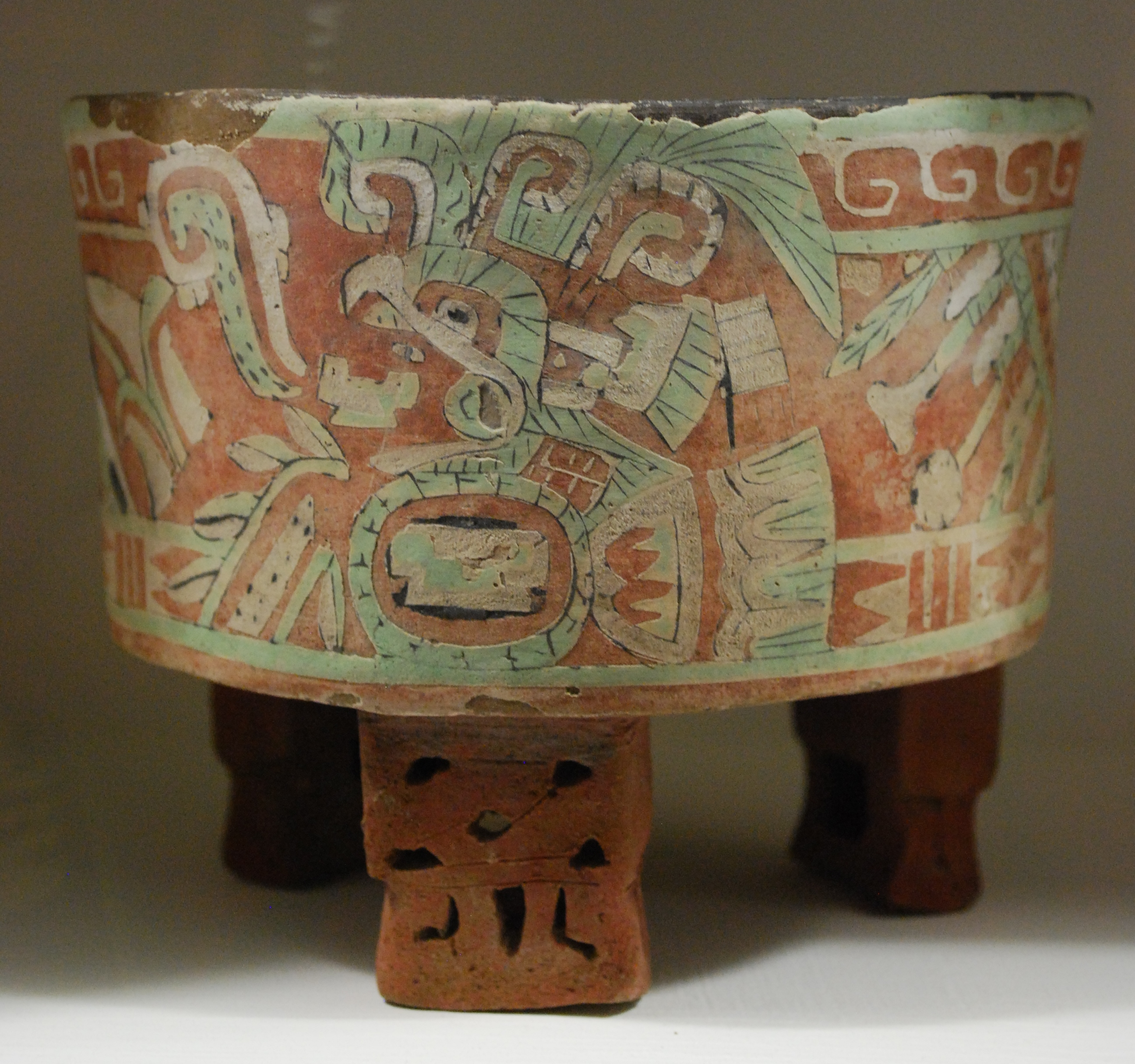
Dekorerat keramikföremål.
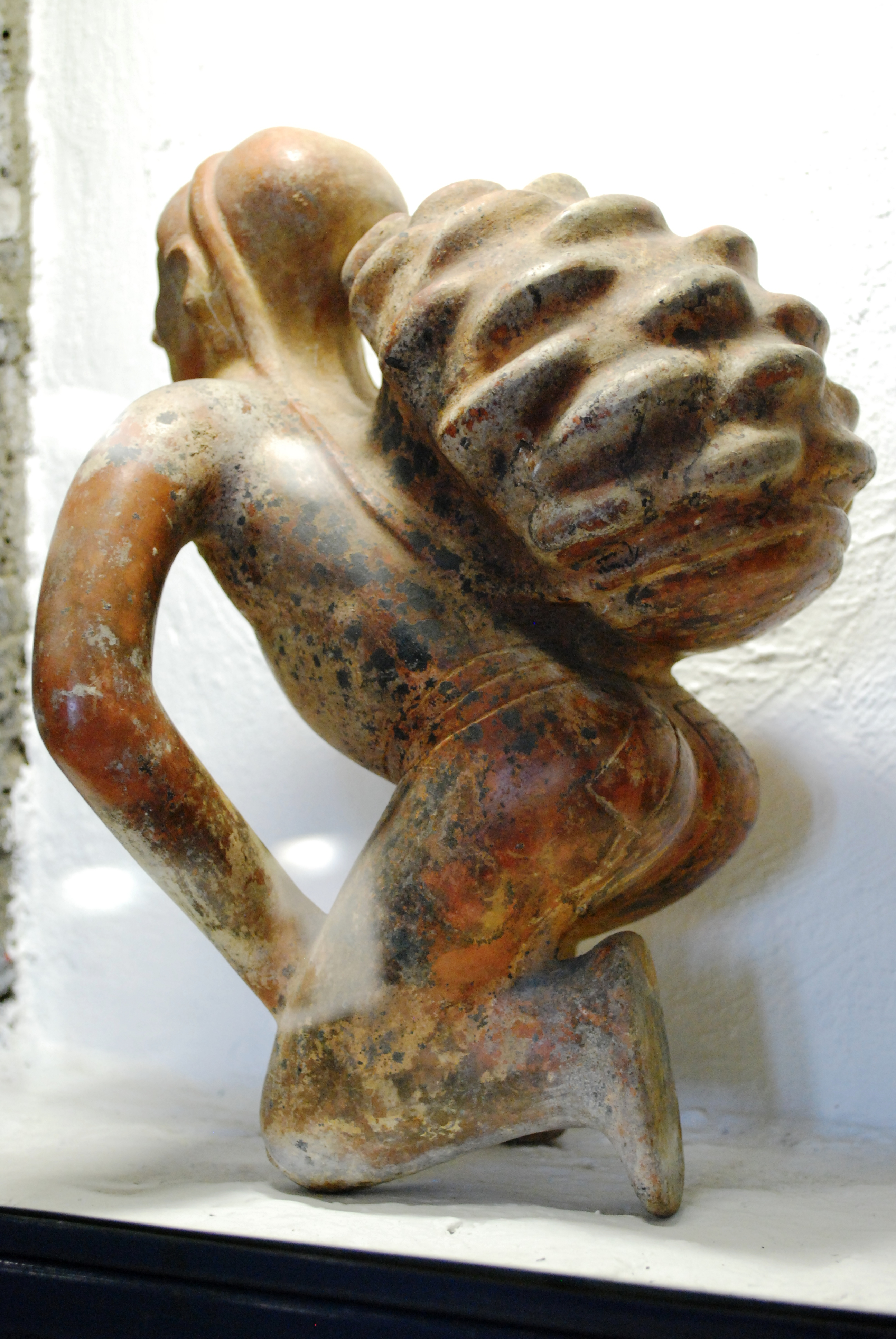
Keramikfigur med börda på ryggen.
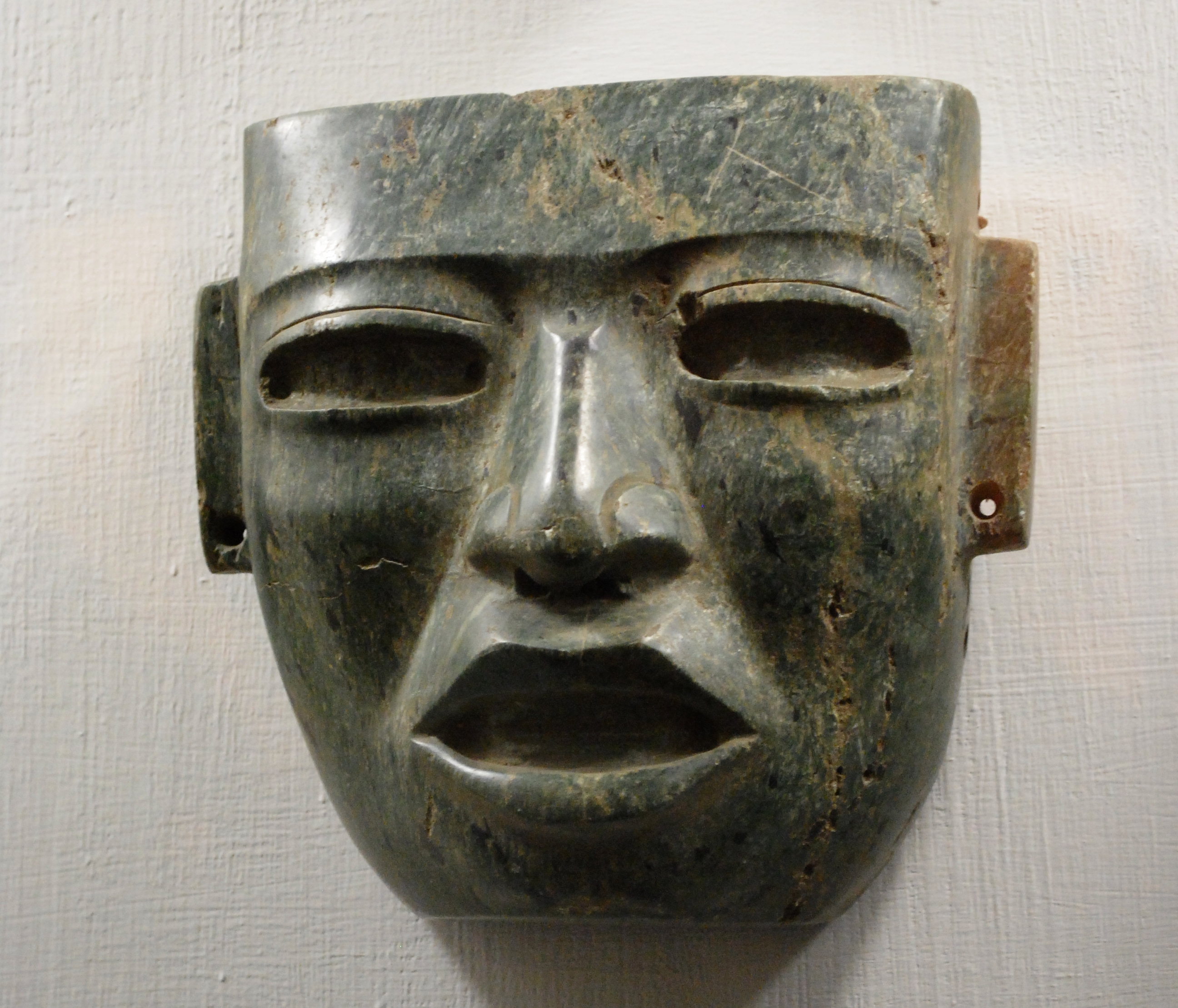
Dödsmask av jade.
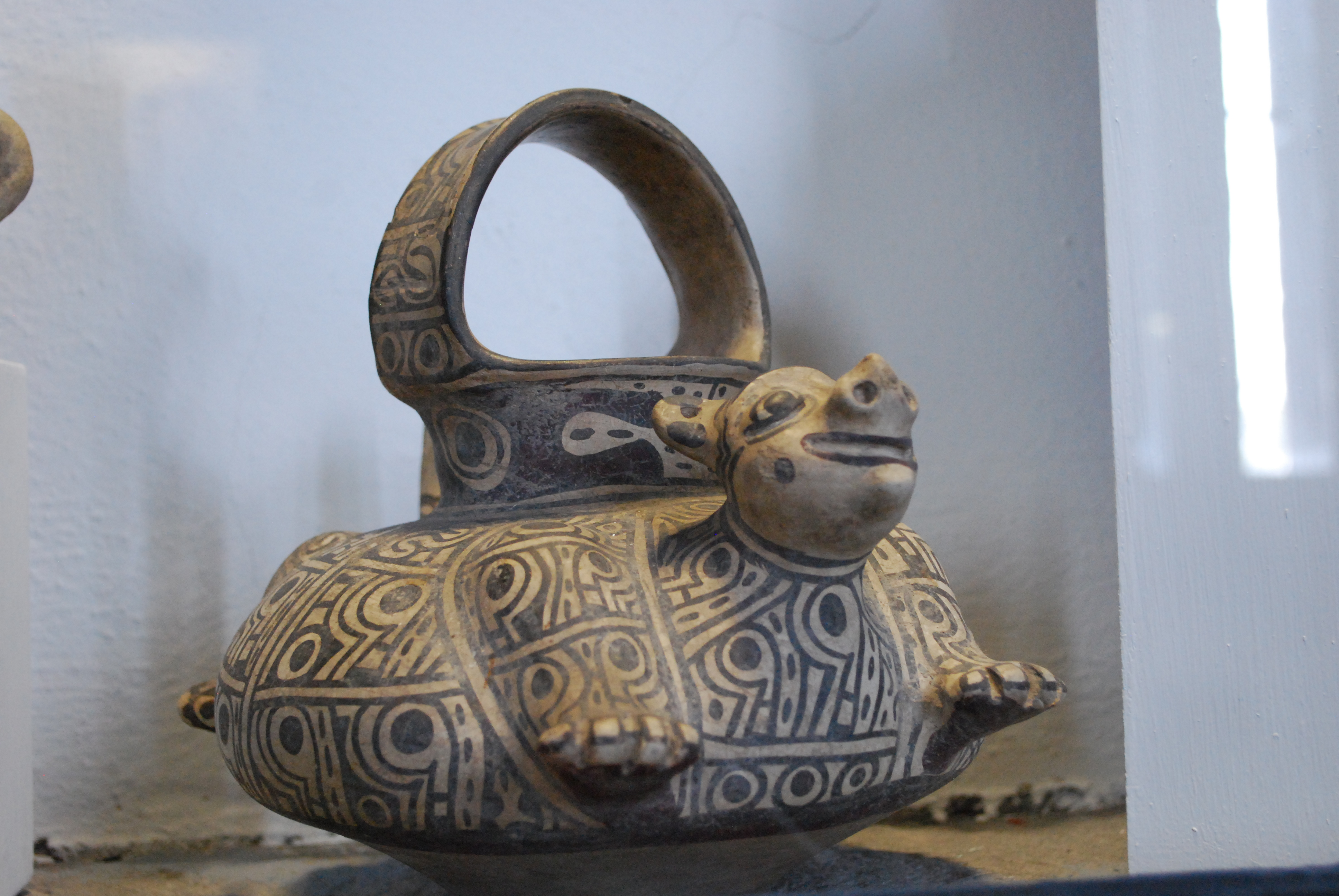
Keramikkärl i form av ett djur.
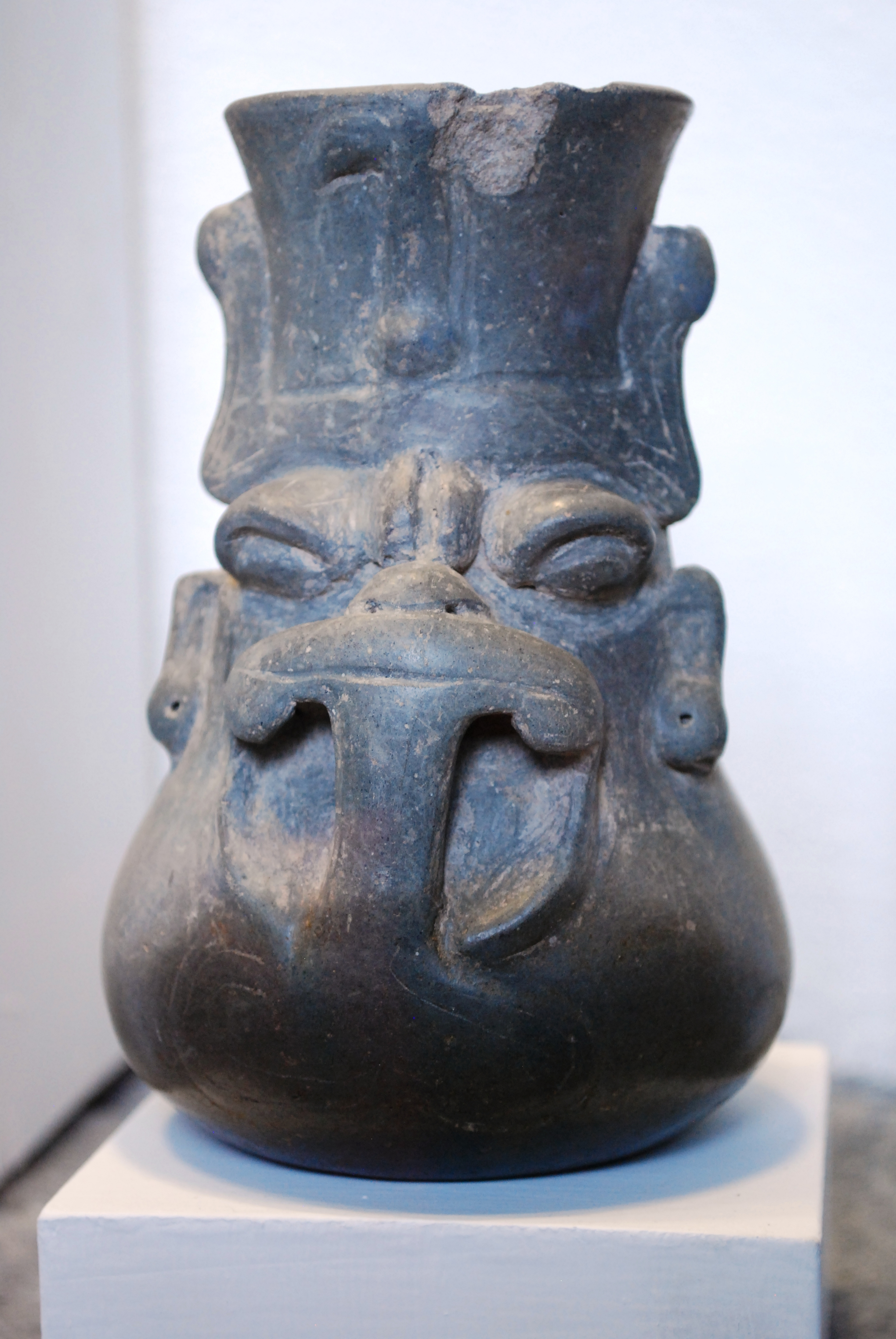
Kärl med vanställt ansikte.
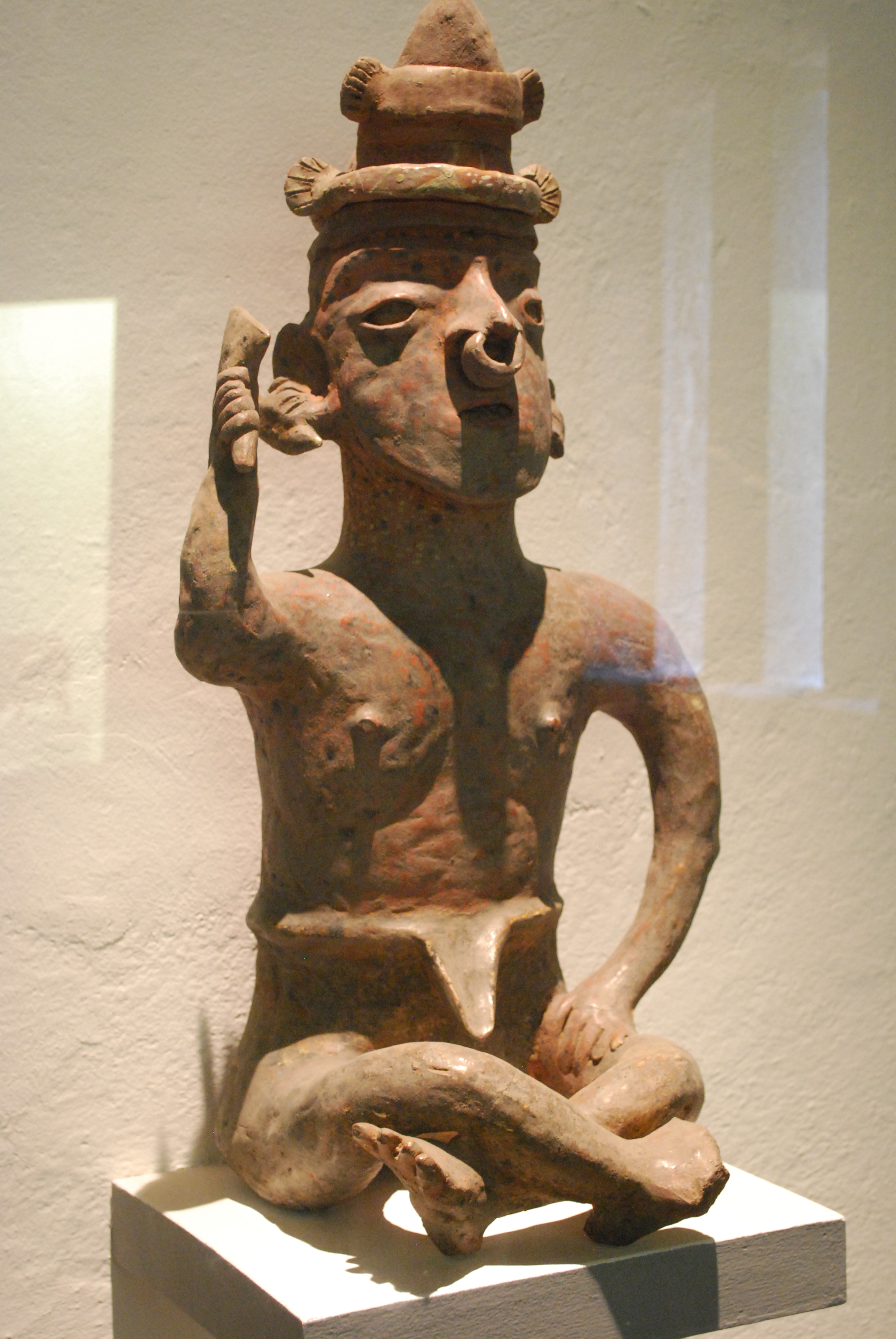
Sittande figur i keramik.
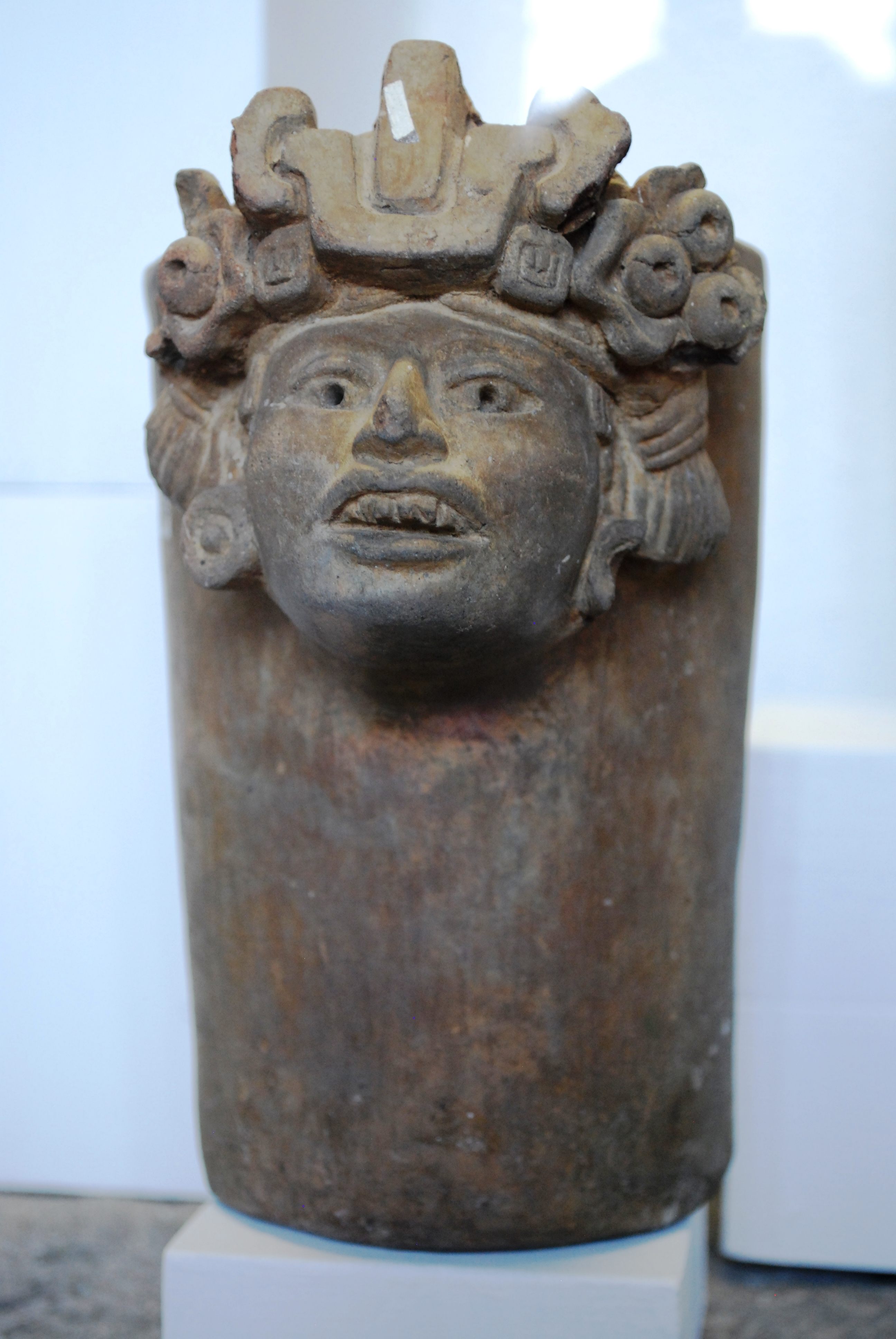
Kärl med kvinnoansikte.
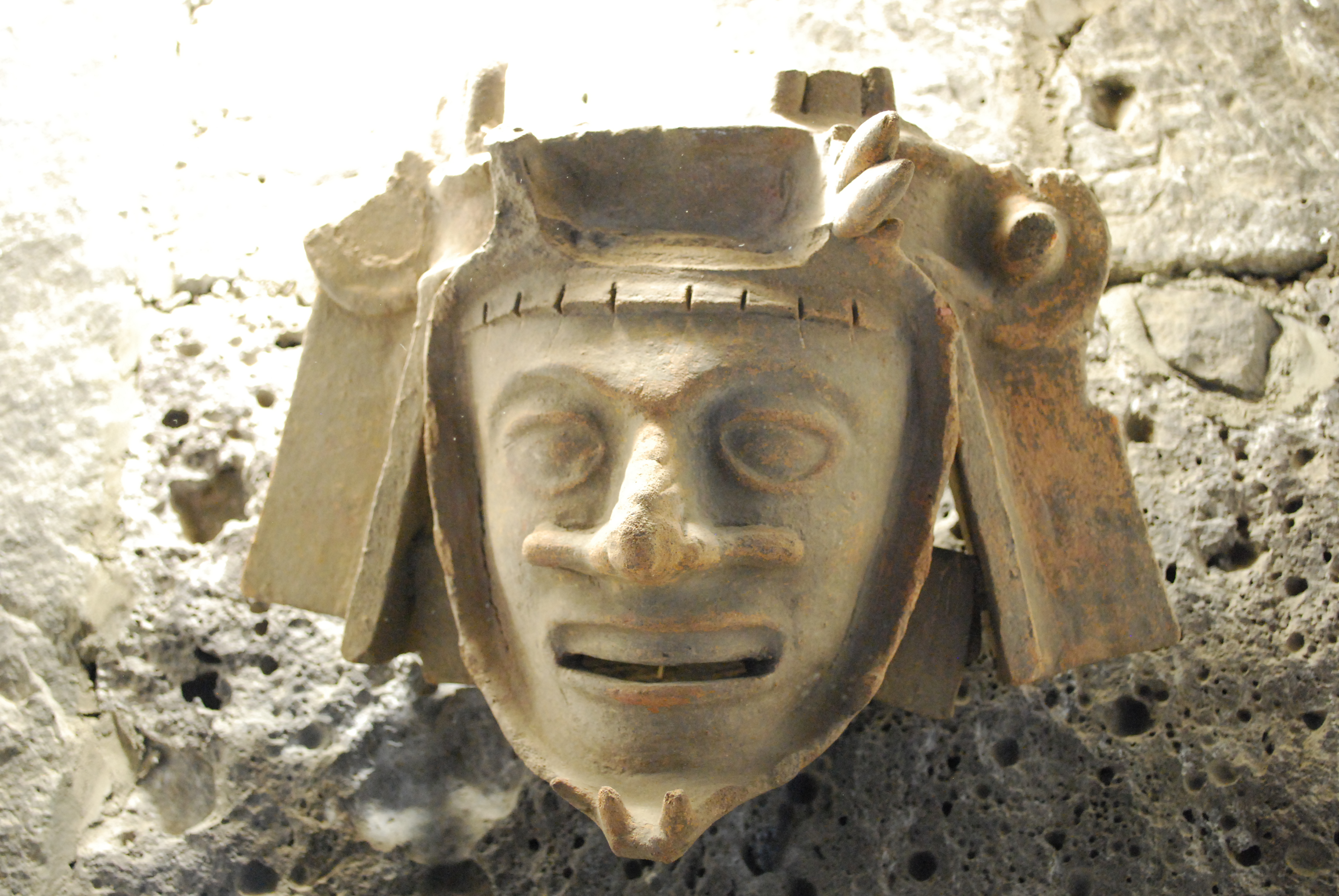
Dödsmask i keramik.

## Externa referenser
- officiell webbsida
- Wikimedia Commons har media som rör Anahuacallimuseet.